# Tsewang Namgyal
Pour les articles homonymes, voir Namgyal et Tséwang Dordji Namgyal.
Raja Tsewang Namgyal  (tibétain : ཚེ་དབང་རྣམ་རྒྱལ།, Wylie : tshe dbang rnam rgyal, THL : Tsewang Namgyal) (1535-1595) est un roi de la dynastie Namgyal du Ladakh. Il régna de 1575 à 1595.  
Sous son règne, le Ladakh envahit et contrôle des régions du Tibet occidental comme le royaume de Gugé .
Il est le successeur de Raja Tashi Namgyal (Ladakh) (nl) (règne de 1500 à 1535) et Raja Jamyang Namgyal (nl) (tibétain : འཇམ་དབྱངས་རྣམ་རྒྱལ།, Wylie : Jam-dbyangs-rNamgyal, 1560 — 1590)